# Kurt Busiek
Kurt Busiek (/ˈbjuːsɪk/ BYOO-sik) (Boston, 16 de setembre de 1960) és un escriptor de còmics estatunidenc. El seu treball inclou la sèrie limitada Marvels, la seva pròpia sèrie titulada Astro City, una sèrie de quatre anys a The Avengers, Thunderbolts i Superman.

## Primers anys
Busiek va néixer a Boston, Massachusetts. Va créixer a diverses ciutats de l'àrea de Boston, inclosa Lexington, on es va fer amic del futur creador de còmics Scott McCloud. Busiek no llegia còmics de jove, ja que els seus pares els desaprovaven. Va començar a llegir-los regularment cap als 14 anys, quan va recollir una còpia de Daredevil nº 120 (data de portada abril de 1975). Aquesta va ser la primera part d'un arc d'història de quatre parts amb continuïtat; Busiek es va sentir atret per l'abundant història i les connexions creuades amb altres sèries. Durant l'escola secundària i la universitat, ell i McCloud van practicar fent còmics. Tots dos també van contribuir en publicacions d'aficionats al còmic com Comics Feature de NMP.
Durant aquest temps, Busiek va publicar moltes cartes en columnes de cartes de còmics, i va originar la teoria que el Phoenix era un ésser separat que s'havia suplantat a Jean Grey i que, per tant, Grey no havia mort, una premissa que va passar d'autònom a autònom, i que finalment es va utilitzar als còmics. Busiek explica: "Un parell d'anys després, després d'haver entrat, vaig assistir a la meva primera convenció com a professional, a Ithaca, Nova York, i em vaig allotjar a casa de Roger Stern. I estàvem parlant de com ens agradaven els nous X-Men, i va dir: "És una llàstima que no hi hagi manera de tornar a Jean Gray", i jo vaig dir: "Segur que hi ha una manera, sempre hi ha una manera".

## Carrera
Durant l'últim semestre del seu últim any com a senior, Busiek va enviar alguns guions de mostra a l'editor Dick Giordano de DC Comics. Cap d'ells es va vendre, però sí que li van aconseguir invitacions per presentar altres materials als editors de DC, la qual cosa va portar al seu primer treball professional, una història de suport a Green Lantern nº 162 (març de 1983). Després d'escriure quatre números de relleu de Power Man and Iron Fist, se li va donar la sèrie com la seva primera tasca habitual. Busiek era un fan del treball que la seva predecessora, Mary Jo Duffy, havia fet a Power Man and Iron Fist, i va emular el seu enfocament alegre i humorístic, sense saber que la redacció desaprovava aquest enfocament i havia fet fora Duffy de la sèrie a causa de això. Va ser acomiadat de la sèrie pels mateixos motius que Duffy, després de només sis números com el seu escriptor habitual. El 1985, va escriure una sèrie limitada Red Tornado per a DC.
El 1993, Busiek i l'artista Alex Ross van produir la sèrie limitada Marvels que, tal com assenyala l'historiador de còmics Matthew K. Manning, "va revitalitzar els còmics pintats com a gènere, es va convertir en una obra mestra aclamada i va generar més que la seva part justa d'imitadors." Busiek i Pat Olliffe van crear la sèrie Untold Tales of Spider-Man a partir del setembre de 1995. Va crear els Thunderbolts, un grup de súper malvats disfressats de superherois, amb la pàgina final del primer número de la sèrie revelant que els Thunderbolts eren en realitat els Masters of Evil, un gir sorpresa guardat curosament en secret per Marvel. Al febrer de 1998, Busiek va llançar The Avengers vol. 3 amb el dibuixant George Pérez i Iron Man vol. 3 amb l'artista Sean Chen. Busiek i Carlos Pacheco van col·laborar en la sèrie limitada Avengers Forever el 1998-1999. Això va substituir la sèrie Avengers: World in Chains en què els dos havien planejat treballar prèviament. Busiek va continuar com a escriptor de The Avengers fins al 2002, col·laborant amb artistes com Alan Davis i Kieron Dwyer. El seu mandat va culminar amb la història "Kang Dynasty". El 2003, Busiek va tornar a fer equip amb Pérez per crear la sèrie limitada JLA/Avengers.
Busiek ha treballat en diversos títols al llarg de la seva carrera, com ara Arrowsmith, The Liberty Project, The Power Company, Shockrockets, Superman: Secret Identity, JLA i el guardonat Kurt Busiek's Astro City. A la dècada de 1990, el treball en alguns dels projectes més difícils i menys convencionals de Busiek, sobretot Astro City, es va retardar repetidament per problemes de salut provocats per la intoxicació per mercuri.
El 2004, Busiek va començar una nova sèrie de Conan per a Dark Horse Comics. El desembre de 2005, va signar un contracte exclusiu de dos anys amb DC Comics. Després de la història "Infinite Crisis" de DC, es va associar amb Geoff Johns a l'arc de la història de vuit parts "Up, Up and Away!" que es va presentar als dos títols de Superman com a part de la història de tota l'empresa "One Year Later" de DC. A més, va començar a escriure el títol de DC Aquaman: Sword of Atlantis a partir dels números 40–49. Busiek es va convertir en l'únic guionista de la sèrie Superman amb el número 654 (setembre de 2006) i Carlos Pacheco es va convertir en l'artista de la sèrie. Busiek i Pacheco van desenvolupar una història extensa amb Arion entrant en conflicte amb Superman. La trama va concloure a Superman Annual nº 13. Busiek va escriure una minisèrie DC setmanal de 52 números titulada Trinity, protagonitzada per Batman, Superman i Wonder Woman. Cada número, excepte el primer, presentava una història principal de 12 pàgines de Busiek, amb art de Mark Bagley, i una història de complement de deu pàgines coescrita per Busiek i Fabian Nicieza, amb art de diversos artistes, inclòs Tom Derenick., Mike Norton i Scott McDaniel.
Busiek va fer equip amb Alex Ross a Kirby: Genesis de Dynamite Entertainment, una minisèrie de vuit números que es va estrenar el 2011. La sèrie, que va ser la seva primera col·laboració completa des de Marvels en 17 anys, va comptar amb un gran grup de personatges propietat del creador de Jack Kirby, els drets dels quals van ser adquirits per Dynamite, com ara Silver Star, Captain Victory, Galaxy Green, Tiger 21 i els Ninth Men. Ross va col·laborar en la trama, va gestionar els dissenys i va supervisar la sèrie en general amb Busiek, que va escriure la història.
El juny de 2013, Busiek va rellançar la seva sèrie Astro City com a part de la línia Vertigo de DC. Busiek va comentar que "Astro City sempre ha estat dirigit a un lector més sofisticat, cosa que crec que s'adapta a Vertigo. A més, les vendes estan més a prop d'un patró de Vertigo que de DCU." La sèrie Astro City en curs va concloure a partir del número 52 el 2018.
L'abril de 2022, Busiek es va informar entre les més de tres dotzenes de creadors de còmics que van contribuir al llibre d'antologia de beneficis d'Operation USA, Comics for Ukraine: Sunflower Seeds, un projecte encapçalat per l'editor de projectes especials d'IDW Publishing, Scott Dunbier, els beneficis del qual es donarien als esforços de socors per als refugiats ucraïnesos com a resultat de la invasió russa d'Ucraïna el febrer de 2022. Busiek i Brent Anderson es van unir per aportar una nova història de Astro City a l'antologia.

## Premis
El treball de Busiek li ha valgut nombrosos premis a la indústria del còmic, com ara el premi Harvey al millor escriptor el 1998 i el premi Eisner al millor escriptor el 1999. El 1994, amb Marvels, va guanyar el premi Eisner a la millor sèrie finita/sèrie limitada i el premi Harvey a la millor sèrie continuada o limitada; així com el premi Harvey al millor número o història individual (per a Marvels nº 4) el 1995. El 1996, amb Astro City, Busiek va guanyar els premis Eisner i Harvey a la millor sèrie nova. Va guanyar l'Eisner al Millor número individual/Història única tres anys seguits de 1996 a 1998 per Astro City, i per Conan: The Legend #0 el 2004. Busiek va guanyar el premi Eisner a la millor sèrie continuada el 1997-1998, així com el premi a la millor història serialitzada el 1998. A més, Astro City va rebre el 1996 el premi Harvey al millor número individual o història, i el premi Harvey de 1998 a la millor sèrie continuada o limitada.
Busiek va rebre els premis Comics Buyer's Guide de 1998 i 1999 per a l'escriptor preferit, amb nominacions addicionals el 1997 i cada any del 2000 al 2004. El 2010, Busiek va rebre el premi Inkpot.

## Vida personal
Busiek està casat amb Ann Busiek. Tant Kurt com Ann Busiek van ser interpretats per Alex Ross com a novaiorquesos que reaccionen a la invasió de Silver Surfer i Galactus a la pàgina 17 de Marvels nº 3. Més tard s'utilitza Kurt com a model per a un borratxo errant a la pàgina 33 del mateix número.
El juny de 2022, Busiek va revelar al número final d'Arrowsmith: Behind Enemy Lines que la sèrie de seguiment Arrowsmith: Beyond Borders s'endarreriria pels seus problemes de salut. Concretament, Busiek va relatar que feia més d'un any que patia migranyes persistents, per la qual cosa estava rebent tractaments de Botox cada tres mesos, fet que reduïa la seva productivitat, i que buscava un hospital amb un programa avançat de cefalees on pogués ser col·locat.

### Dark Horse Comics
- Army of Darkness #1–3 (articles de text) (1992–1993)
- Conan #1–28, 32, 39, 45–46 (2004–2007)
- Conan: The Frost-Giant's Daughter and Other Stories #1 (2005)
- Conan: Book of Thoth #1–4 (2006)
- Jonny Demon #1–3 (1994)
- Young Indiana Jones Chronicles #1–8, 11 (1992–1993)

### DC Comics
- Action Comics #837–843, 850, 852–854 (2006–2007)
- Aquaman: Sword of Atlantis #40–49 (2006–2007)
- Astro City vol. 3 #1–52 (2013-2018)
- Batman: Creature of the Night #1–4 (2018-2020)
- DC Comics Presents: Hawkman (2004)
- DCU Secret Files & Origins #1
- Green Lantern #162, 185 (històries de complement) (1983–1985)
- Iron Lantern #1
- JLA #61 (història de complement), #107–114 (2002–2005)
- JLA Secret Files & Origins #1 (2004)
- Justice League of America #224, 231–232, 240 (1984–1985)
- Legend of Wonder Woman #1–4 (1986)
- 9-11: The World's Finest Comic Book Writers & Artists Tell Stories to Remember, Volume Two (història "Astro City") (2002)
- Power Company:
  - Power Company #1–18 (2002–2003)
  - Power Company: Bork (2002)
  - Power Company: Josiah Power (2002)
  - Power Company: Manhunter (2002)
  - Power Company: Sapphire (2002)
  - Power Company: Skyrocket (2002)
  - Power Company: Striker Z (2002)
  - Power Company: Witchfire (2002)
- Red Tornado #1–4 (1985)
- Showcase '94 #7 (1994)
- Silver Age: Green Lantern #1 (2000)
- Superman #650–675, 712, Annual #13 (2006–2011)
- Superman: Secret Identity #1–4 (2004)
- Superman: The Man of Steel Annual #5 (1996)
- Tales of The Green Lantern Corps Annual #3 (1987)
- Tangent Comics: Sea Devils #1 (1997)
- Trinity #1–52 (2008–2009)
- Valor #20–23 (1994)
- Wednesday Comics #1–12 (2009)
- Wonder Woman #318 (1984)
- World's Finest Comics #308–309 (1984)

#### DC Comics and Marvel Comics
- JLA/Avengers #1–4 (2003–2004)

#### Milestone Media
- Icon #11
- Static #12

#### Wildstorm
- Arrowsmith #1–6 (2003–2004)
- Astro City:
  - Astro City: A Visitor’s Guide #1 (2004)
  - Astro City: Local Heroes #1–5 (2003–2004)
  - Astro City: The Dark Age Book One #1–4 (2005)
  - Astro City: The Dark Age Book Two #1–4 (2007)
  - Astro City: The Dark Age Book Three #1–4 (2009)
  - Astro City: The Dark Age Book Four #1–4 (2010)
  - Astro City: Samaritan (2006)
  - Astro City: Beautie #1 (2008)
  - Astro City: Astra #1–2 (2009)
  - Astro City: Silver Agent #1–2 (2010)
  - Astro City/Arrowsmith #1 (2004)
  - Astro City Special #1 (2004)

### Dynamite Entertainment
- Darkman vs. The Army of Darkness #1–5 (2006–2007)
- Kirby: Genesis #0, 1–8 (2011–2012)
- Vampirella Masters Series #4–5 (2011)

### Eclipse Comics
- Airboy-Mr. Monster Special #1 (1987) (Liberty Project anunci de l'editorial)
- The Liberty Project #1–8 (1987–1988)
- Merchants Of Death #1–4 (1988)
- Miracleman: Apocrypha #2 (1992)
- Mr. Monster's Super Duper Special #7 (1987) (Liberty Project anunci de l'editorial)
- Total Eclipse Special: The Seraphim Objective #1
- Zot! #7 (1984) (història de complement)

### Harris Comics
- Creepy 1993 Fear Book #1 (1993)
- Vampirella vol. 2 #2–4 (1992)
- Vampirella: Morning In America #1–4 (1991–1993)

### Image Comics
- Kurt Busiek's Astro City #1–6 (1995–1996)
- Kurt Busiek's Astro City vol. 2 #1/2, #1–22 (1996–1998)
- New Shadowhawk #1–7 (1995–1996)
- Regulators #1–3 (1995)
- Shockrockets #1–6 (2000)
- Spartan: Warrior Spirit #1–4 (1995)
- Superstar: As Seen On TV #1 (2001)
- Shadowhawk Special #1 (1994)
- Shadowhawks Of Legend #1 (1995)
- Shattered Image #1-4 (1996)
- Tooth & Claw (reanomenada The Autumnlands: Tooth and Claw) #1- (2014-)
- Velocity: Thrill Of The Chase #1–3 (1995–1996)
- The Wizard's Tale (1997)
- Youngblood Strikefile #8 (1994)

### Marvel Comics
- Amazing Fantasy #16–18 (1995–1996)
- The Amazing Spider-Man Annual '97 (1997)
- Avengers:
  - Avengers #0 (1999)
  - The Avengers vol. 3 #1–15, 19–56 (1998–2002)
  - Avengers Annual #19 (història de complement) (1990)
  - Avengers/Squadron Supreme '98
  - Avengers 1999
  - Avengers 2000
  - Avengers 2001
  - Avengers Forever #1–12 (1998–1999)
  - Avengers: The Ultron Imperative (2001)
- Darkman #1–6 (1993)
- The Defenders vol. 2 #1–12 (2001–2002)
- Iron Man:
  - Iron Man vol. 3 #1–25 (#14–25 co-argument) (1998–2000)
  - Iron Man/Captain America '98 (1998)
  - Iron Man 1999
  - Iron Man: The Iron Age #1–2 (1998)
  - Iron Man vol. 6 #25 (2022)
- Marvel Age Annual #1 (1985)
- Marvel Holiday Special #4 (1995)
- Marvel Super-Heroes #9, 12–13 (1992–1993)
- Marvel Year-In-Review '92 (1992)
- Marvels #0, 1–4 (1993–1994)
- Marvels: Eye Of The Camera #1–6 (2009–2010)
- The Marvels #1-12 (2021–2022)
- Maximum Security #1–3 (2000–2001)
- Maximum Security: Dangerous Planet #1 (2000)
- Night Thrasher #15–18, 20–21 (1994–1995)
- Open Space #1 (1989)
- The Order: Defenders Against The Earth #1–6 (2002)
- Power Man and Iron Fist #90, 92–100, 102, 105 (1983–1984)
- The Spectacular Spider-Man #176–177 (1991)
- Spider-Man: Legacy of Evil #1 (1996)
- Spider-Man Team-Up #7 (1997) (presentant els Thunderbolts)
- Spider-Man Unlimited #2–5 (1993–1994)
- Spider-Man and X-Factor #1-3 (1994)
- Strange Tales vol. 3 #1 (1994)
- Tales of the Marvel Universe #1 (1997) (història dels Thunderbolts)
- The Incredible Hulk (Vol. 2) #378 (1991, amb Peter David)
- Thor: Godstorm #1–3 (2001–2002)
- Thunderbolts:
  - Thunderbolts Vol. 1 #-1, 0, 1–33 (1997–2000)
  - Thunderbolts Annual '97
  - Captain America/Citizen V Annual '98 (1998)
  - Thunderbolts Annual 2000 (coescrit per Fabian Nicieza)
  - Avengers/Thunderbolts #1–6 (2004)
  - Thunderbolts Vol. 3 #10 (història de complement)[52]
- Untold Tales of Spider-Man:
  - Untold Tales of Spider-Man #1–25 (1995–1997)
  - Untold Tales of Spider-Man '96
  - Untold Tales of Spider-Man '97
  - Untold Tales of Spider-Man: Strange Encounter #1 (1998)
  - Amazing Spider-Man Annual 37 B Story
- Web of Spider-Man #81–83 (1991)
- What If #13, 23, 26, 44, 46, 47, 60–62 (1990–1994)
- What The--?! #3–4, 8, 17 (1988–1992)
- Wonder Man Annual #1 (1992)

### Topps Comics
- Jack Kirby's Silver Star #1 (1993)
- Jack Kirby's Teenagents #1–4 (1994)
- Satan's Six #4 (1993)
- Topps Comics Presents #0 (1993)
- Victory #1 (1994)